# Чедомир Витковац
Чедомир Витковац (Крушевац, 28. октобар 1982) је бивши српски кошаркаш. Играо је на позицији крила.

## Клупска каријера
Витковац је кошарком почео да се бави у крушевачком Напретку, затим је 2003. прешао у Црвену звезду, са којом је освојио два Купа Радивоја Кораћа – 2004. и 2006. године. Каријеру је наставио 2006. у новосадској Војводини Србијагас, а од 2007. до 2009. је био члан Партизана. Са Партизаном је у сезонама 2007/08. и 2008/09. освојио Куп Радивоја Кораћа, Јадранску лигу и Суперлигу Србије.
У јулу 2009. је прешао у подгоричку Будућност, са којом је у сезони 2009/10. освојио првенство и куп Црне Горе. Наредну сезону 2010/11. је провео у Игокеи, а у августу 2011. се вратио у Будућност. Након четири сезоне Витковац је напустио Подгорицу и током лета 2015. године вратио се у Партизан са којим је потписао једногодишњи уговор.
Сезону 2016/17. почео је у екипи Напретка, али је након само једног меча напустио клуб и потписао краткорочни уговор са грчким Аполоном. Након одиграна четири меча у првенству Грчке, Витковац се почетком јануара 2017. вратио у Напредак. Међутим, поново је у дресу крушевачког клуба одиграо само један меч и већ 19. јануара 2017. је прешао у Морнар из Бара, у којем се задржао до краја сезоне у АБА лиги.

## Репрезентација
Витковац је био члан универзитетске репрезентације Србије и био је капитен репрезентације која је послата на Универзијаду 2007. у Бангкок. Међутим, касније се испоставило да је Витковац имао више година него што је дозвољено, па није учествовао на Универзијади. Репрезентација Србије је освојила сребрну медаљу, након пораза у финалу од Литваније.

## Успеси

### Клупски
- Црвена звезда:
  - Куп Радивоја Кораћа (2) : 2003/04, 2005/06.
- Партизан:
  - Првенство Србије (2) : 2007/08, 2008/09.
  - Јадранска лига (2) : 2007/08, 2008/09.
  - Куп Радивоја Кораћа (2) : 2007/08, 2008/09.
- Будућност:
  - Првенство Црне Горе (5) : 2009/10, 2011/12, 2012/13, 2013/14, 2014/15.
  - Куп Црне Горе (4) : 2009/10, 2011/12, 2013/14, 2014/15.